# RFL Championship 1945-46
El Championship de 1945-46 fue la 51.º edición del torneo de rugby league más importante de Inglaterra.

## Formato
Los equipos se enfrentaron en formato de todos contra todos, los primeros cuatro equipos clasificaron a postemporada.
Se otorgaron 2 puntos por cada victoria, 1 por el empate y 0 por la derrota.

## Desarrollo

### Tabla de posiciones
| Pos. | Equipo               | Encuentros | Encuentros | Encuentros | Encuentros | Puntos |
| Pos. | Equipo               | PJ         | PG         | PE         | PP         | Puntos |
| ---- | -------------------- | ---------- | ---------- | ---------- | ---------- | ------ |
| 1    | Wigan Warriors       | 36         | 29         | 2          | 5          | 58     |
| 2    | Huddersfield Giants  | 36         | 27         | 1          | 8          | 55     |
| 3    | Wakefield Trinity    | 36         | 26         | 0          | 10         | 52     |
| 4    | Bradford Northern    | 36         | 24         | 3          | 9          | 51     |
| 5    | Barrow Raiders       | 36         | 22         | 4          | 10         | 48     |
| 6    | Dewsbury Rams        | 36         | 23         | 0          | 13         | 46     |
| 7    | Hunslet FC           | 36         | 21         | 4          | 11         | 46     |
| 8    | Salford Red Devils   | 36         | 23         | 0          | 13         | 46     |
| 9    | Batley Bulldogs      | 36         | 21         | 4          | 11         | 46     |
| 10   | Warrington Wolves    | 36         | 21         | 3          | 12         | 45     |
| 11   | Castleford Tigers    | 36         | 22         | 0          | 14         | 44     |
| 12   | Widnes Vikings       | 36         | 19         | 3          | 14         | 41     |
| 13   | Featherstone Rovers  | 36         | 19         | 1          | 16         | 39     |
| 14   | Halifax RLFC         | 36         | 19         | 0          | 17         | 38     |
| 15   | Oldham RLFC          | 36         | 18         | 0          | 18         | 36     |
| 16   | Broughton Rangers    | 36         | 16         | 3          | 17         | 35     |
| 17   | Hull FC              | 36         | 16         | 2          | 18         | 34     |
| 18   | Hull Kingston Rovers | 36         | 15         | 3          | 18         | 33     |
| 19   | Workington Town      | 36         | 15         | 0          | 21         | 30     |
| 20   | St Helens RFC        | 36         | 13         | 1          | 22         | 27     |
| 21   | Swinton Lions        | 36         | 9          | 5          | 22         | 23     |
| 22   | Keighley Cougars     | 36         | 9          | 2          | 25         | 20     |
| 23   | Leeds Rhinos         | 36         | 9          | 1          | 26         | 19     |
| 24   | Rochdale Hornets     | 36         | 9          | 1          | 26         | 19     |
| 25   | Bramley RLFC         | 36         | 9          | 0          | 27         | 18     |
| 26   | Liverpool Stanley    | 36         | 5          | 2          | 29         | 12     |
| 27   | York FC              | 36         | 4          | 1          | 31         | 9      |

|  | Clasificados a postemporada. |

### Postemporada

#### Semifinal
| 11 de mayo de 1946 | Huddersfield Giants | 8 - 3 | Wakefield Trinity |  |  |

| 11 de mayo de 1946 | Wigan Warriors | 18 - 4 | Bradford Northern |  |  |

#### Final
| 21 de junio de 1947 | Wigan Warriors | 13 - 4 | Huddersfield Giants | Leeds Road, Huddersfield |  |

| Bandera de Inglaterra  |
| Campeón Wigan Warriors |
| Quinto título          |